# Giunta Pisano
Giunta Pisano (también llamado Giunta da Pisa o Giunta Capitini) fue un pintor italiano de estilo italo-gótico. Es el primer pintor italiano cuyo nombre se encuentra inscrito en un trabajo existente.
Se dice que ejercitó su arte desde 1202 hasta 1236. Quizá naciera en torno a 1180 en Pisa, y muriese allí en o poco después de 1236; pero otros señalan el año 1202 como fecha de nacimiento, y como año más probable de su muerte, 1258, o alrededor de él. Hay indicios de que su apellido fue Capiteno. 
Giunta Pisano solía pintar sobre tela estirada sobre madera, y preparada con yeso.
La obra inscrita mencionada es una de las primeras, un Crucifijo, durante mucho tiempo en la cocina de un convento bajo la advocación de Santa Ana, en Pisa. Otras obras pisanas de datación parecida (como en San Mateo) son muy primitivas y algunas de ellas puede que también se debieran a la mano de Giunta. 

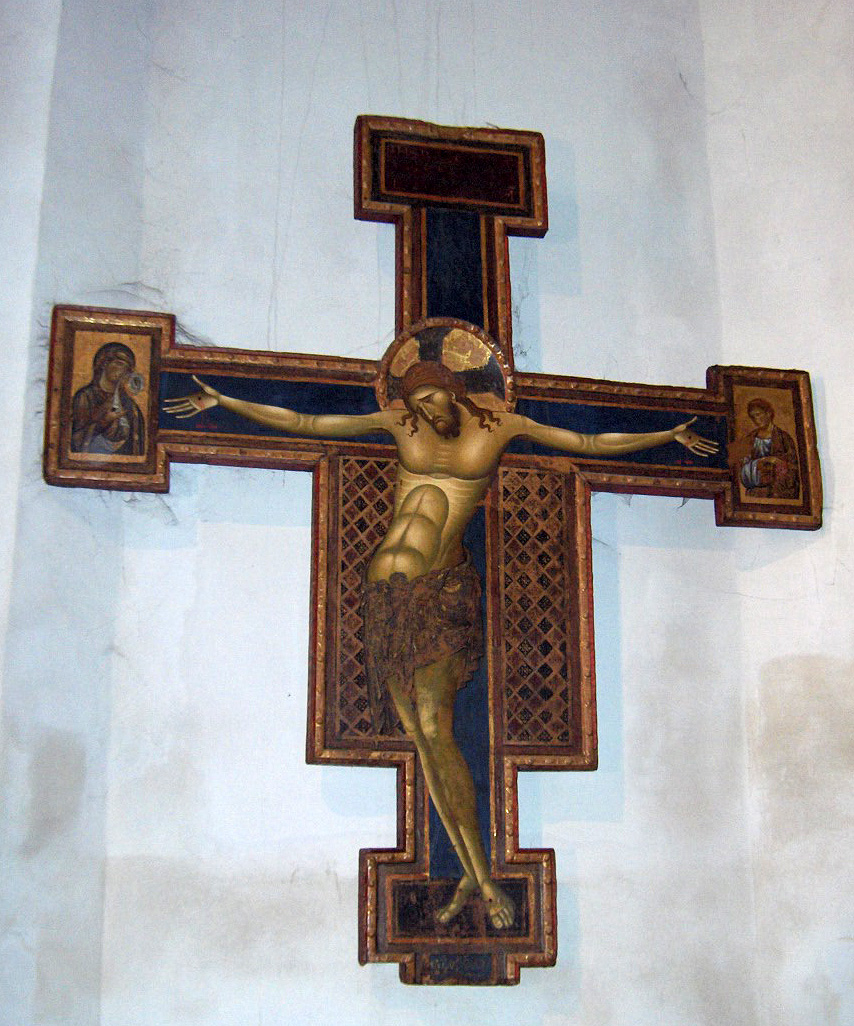
Crucifijo en la Basílica de Santo Domingo, Bolonia.

Se dice que pintó en la iglesia superior de Asís, en especial una Crucifixión datada en 1236, con una figura del Padre Elías, el general de los Franciscanos, abrazado al pie de la cruz. Estos frescos de estilo bizantino se hicieron probablemente en colaboración con artistas griegos. En la sacristía hay un retrato de san Francisco, también atribuido a Giunta; pero con más probabilidad pertenece a finales del siglo XIII. 
Su obra maestra es el imponente Crucifijo (1250) en el transepto izquierdo de la Basílica de Santo Domingo en Bolonia, con una escritura en latín que dice "Cuius docta manus me pixit Junta Pisanus" (pintado por la mano de Giunta Pisano). Está aún muy influido por el estilo bizantino y representa uno de los mejores ejemplos de la pintura del Duecento.
Como señala Azcárate Ristori, Giunta Pisano "difunde un tipo muy característico de Cristo, estilizado su cuerpo que se incurva fuertemente y pintado sobre tabla en forma de cruz con ensanchamientos laterales para la representación de la Virgen, San Juan u otras figuras". Los crucifijos de Giunta muestran que fue él quien inició una nueva forma de representar a Cristo, sustituyendo la imagen tradicional de un Cristo en agonía. Esta nueva representación, existente sobre todo en la Europa eslava en contacto directo con Bizancio, fue pronto seguida en Italia. Esta representación de Cristo, y especialmente el crucifijo en la Basílica de Santo Domingo en Bolonia, influyó mucho en Cimabue, quien continuaría este estilo y desarrollaría su propio estilo emocional (como se ve en su crucifijo en la Basílica de la Santa Cruz de Florencia).
Los estudiosos han propuesto diversas cronologías para las cruces elaboradas por Giunta Pisano (en orden del más tardío al más precoz)
- Brandi:

1. Cruz de santo Domingo en Bolonia (1254)
2. Cruz del Museo Nacional de Pisa
3. Cruz de santa María de los Ángeles en Asís

- Boskovitz:

1. Cruz del Museo Nacional de Pisa (quinta década del siglo XIII)
2. Cruz de santo Domingo en Bolonia
3. Cruz de santa María de los Ángeles en Asís

- Tartuferi:

1. Cruz del Museo Nacional de Pisa (quinta década del siglo XIII)
2. Cruz de santa María de los Ángeles en Asís (a principios de la mitad de la tercera década del siglo XIII)
3. Cruz de santo Domingo en Bolonia (ejecutada en los años 1230)

- Luciano Bellosi:

1. Cruz de santo Domingo en Bolonia (sexta década del siglo XIII)
2. Cruz del Museo Nacional de Pisa (quinta década del siglo XIII)
3. Cruz de santa María de los Ángeles en Asís